# Each Uisge

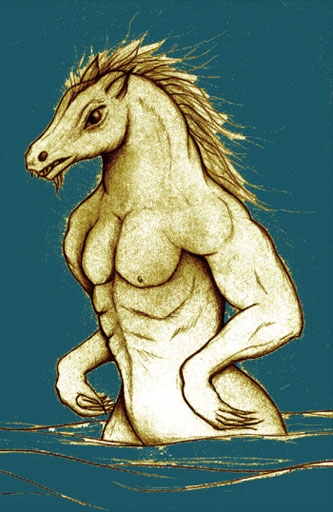
Each Uisge

Das Each Uisge (schottisch-gälisch: [ɛxˈɯʃgʲə] – dt.: ‚Wasserpferd‘, engl.: ‚water horse‘) ist im schottischen Volksglauben eine gestaltwandelnde Kreatur des Feenreiches oder der Anderswelt, die der Sage nach die Lochs und Küstengewässer Schottlands bewohnen soll und als eines der gefährlichsten Wassermonster der schottisch-keltischen Sagenwelt gilt.

## Etymologie
Der Begriff Each Uisge gehört zu den in der keltischen Mythologie weitverbreiteten Wasserpferden; each bedeutet ‚Pferd‘ (lat.: equus) und uisge (lat.: aqua) bedeutet ‚Wasser‘. Vergleichbare Bezeichnungen sind schottisch-gälisch each uisge, irisch-gälisch each uisce, die anglisierte irische Form aughisky, Manx Cabyll-ushtey und glashtin sowie walisisch Ceffyl dŵr.

## Unterschied zwischeneach uisge,each uisce/aughiskyund Kelpie
Das Each Uisge kann leicht mit dem irischen Aughisky verwechselt werden, dem die Erzählungen dieselben Fähigkeiten und eine ähnliche Verhaltensweise zusprechen, das aber die stehenden Gewässer Irlands bewohnt haben soll. Es galoppiert nicht am Strand entlang wie sein schottischer Verwandter und bewohnt auch nicht fließende Gewässer wie das Kelpie.

## Erscheinen und Verhalten
Wie das Kelpie ist es ein Gestaltwandler. Das Each Uisge kann vorwiegend in Gestalt eines edlen Pferdes oder Ponys, insbesondere eines wunderschönen strammen Hengstes, angetroffen werden. Es wartet in Ufer- oder Strandnähe auf Menschen, die – von der prächtigen Gestalt getäuscht – verlockt werden, das Pferd zu besteigen. Wenn ein Mensch aufgesessen ist, stiebt das Each Uisge sofort in Richtung Meer bzw. See davon. Durch eine klebrige Substanz, die das Wasserpferd auf seinem Rücken absondert, ist das Opfer nicht mehr in der Lage, vom Rücken des Tieres abzusteigen oder sich fallen zu lassen. Nachdem die Kreatur das Wasser erreicht hat, schwimmt sie weit hinaus ins Meer oder zur tiefsten Stelle des Lochs, ertränkt ihren Reiter und verzehrt ihre menschliche Beute beinahe vollständig. Nur die Leber wird nicht verspeist. Das menschliche Organ wird nach einer Attacke an das Ufer getrieben, was den Einheimischen als Hinweis dient, dass das Wasserpferd erneut ein Menschenleben gefordert hat.
Solange das Pferd an Land geritten wird, ist es harmlos, jedoch bedeutet der Geruch von Wasser oder die kleinste Ansammlung von Wasser das tödliche Ende seines arglosen Reiters. Das schottische Wasserpferd ist das bösartigste und gefährlichste aller Wasserpferde, obwohl es dem harmloseren Cabyll-Ushtey der Insel Manx ähnelt, das vorwiegend Vieh tötet.
Manchmal manifestiert sich sein Äußeres auch als riesengroßer Vogel oder gutaussehender junger Mann. Das Wesen nimmt für gewöhnlich die menschliche Gestalt an, um Frauen anzulocken. Es kann nur an den Wasserpflanzen in seinem Haar erkannt werden. Die Menschen im schottischen Hochland näherten sich Fremden und herumstreunenden Tieren daher nur misstrauisch und äußerst zögerlich.
Anders als sein Verwandter in Irland bewohnt es das Meer an der schottischen Küste oder große, ruhige Seen bzw. Lochs im schottischen Binnenland, während das schottische Kelpie in fließenden Gewässern sein Unwesen treibt. Wie seine Verwandten in den keltischen Gebieten tötet es diejenigen, die auf ihm reiten wollen.

## Erzählungen
In schottischen volkstümlichen Erzählungen wird berichtet, wie ein Each Uisge einmal als hübsches kleines Pferd vor einigen kleinen Mädchen in der Nähe von Aberfeldy, Tayside, auftauchte. Als die Kinder das Pony bestiegen, verlängerte es seinen Rücken, um alle aufzunehmen. Obwohl das Pferd zwischen den Felsen wild hin und her galoppierte, fiel keines der Kinder vom Rücken des Pferds. Am nächsten Morgen schwammen ihre Lebern auf der Oberfläche des nahegelegenen Lochs.
Neben den menschlichen Opfern waren auch Vieh und Schafe Beute eines jeden Wasserpferdes, und es konnte durch den Geruch von gebratenem Fleisch aus dem Wasser gelockt werden. Eine Geschichte aus McKays More West Highlands Tales lautet wie folgt: Ein Schmied der Insel Raasay schwor Rache für den Tod seiner hübschen Tochter, die von einem Each Uisge getötet worden war. Zusammen mit seinem Sohn schmiedete er eine Reihe großer Haken, die er am Ufer des Lochs verteilte. Dann röstete er ein Schaf und erhitzte die eisernen Haken, bis sie rotglühend waren. Schließlich stieg ein dichter Nebel vom Loch auf, und das Each Uisge schwamm aus den Tiefen des Lochs empor, angelockt vom Geruch des gebratenen Schafs, und packte dieses. Der Schmied und sein Sohn schlugen unverzüglich die rotglühenden Haken in das Fleisch des Untiers, und nach einem kurzen Kampf blieb es regungslos. Am nächsten Morgen war von der Kreatur nichts mehr übrig als eine glibbrige Substanz.